# La Masia Cremada
La Masia Cremada és una masia situada al municipi de Pinell de Solsonès, a la comarca catalana del Solsonès.
Està situada a 532 m d'altitud.